# María del Pilar del Olmo Moro
María del Pilar del Olmo Moro (Valbuena de Duero, 1962) és una política espanyola del Partit Popular. De juliol de 2003 ençà ocupa el càrrec de consellera d'hisenda en el govern de Juan Vicente Herrera al capdavant de la Junta de Castella i Lleó.
Va estudiar ciències econòmiques a la Universitat de Valladolid i posteriorment Dret a la Universitat Nacional d'Educació a Distància. És inspectora d'hisenda de l'Estat i interventora i auditora de l'Administració de l'Estat. Va ingressar en el Cos Superior d'Inspectors de Finances de l'Estat en 1988.
Procuradora en la IX Legislatura de les Corts de Castella i Lleó per la província de Valladolid.